# Icușești
Icușești is een Roemeense gemeente in het district Neamț.
Icușești telt 4647 inwoners.